# 서미영
서미영(1985년 7월 7일 ~ )은 대한민국의 배우다.

## 학력
- 장충여자중학교 졸업
- 이화여자고등학교 졸업
- 서울예술대학 방송연예과 전문학사

## 출연 작품

### 드라마
| 연도 | 방송        | 제목              | 역할   | 비고 |
| ---- | ----------- | ----------------- | ------ | ---- |
| 1999 | KBS2        | 어린 왕자         | 한별   |      |
| 2008 | OCN Thrills | KPSI 시즌1        | 부검의 |      |
| 2008 | OCN Thrills | KPSI 시즌2        | 서미영 |      |
| 2008 | OCN Movies  | 그녀들의 로망백서 | 세미   |      |

### 영화
- 2003년 《…ing》 - 학생 4 역
- 2005년 《HAAN 한길수》 - 미에코 역
- 2006년 《카리스마 탈출기》 - 국희 역

### 방송 프로그램
- 1995년 ~ 2016년 SBS 《한밤의 TV연예》 - 고정 게스트 (2010년 9월부터)
- 2011년 ~ 2011년 MBC 《MBC 특별기획 타임 - 새드무비를 아시나요?》
- 2016년 ~ 현재 채널A 《천일야史》 - 각종 단역 (비고정)